# Lavendelstræde
Lavendelstræde er et knap 120 m langt stræde i Københavns Middelalderby (inden for de gamle volde) i Vester Kvarter. Strædet løber mellem Rådhuspladsen og Domhuset. Rådhustårnet ses for den ene ende af gaden, mens den bageste af de to buer, som forbinder Domhuset med det samtidige arresthus, ses for den anden.

## Historie
Strædet har ligget der siden middelalderen, men kendes først under det nuværende navn fra oktober 1609. Forhen kaldet Lasse Vinders Stræde, da en rådmand Lauritz Vinnere, som nævnes i dokumenter fra 1398 og 1428, skal have bygget huse og våninger der. Derefter kaldet Det lille Strede som løber fra Pugestrædet og vester ud i 1482, Udi Kattesundt i 1519, Hosz Kattesund i 1528 og Udi Kattesund i 1598.
For enden af strædet op mod den gamle Vester Vold (nu: Vester Voldgade/Rådhuspladsen) lå store haver, hvor der har vokset lavendler. Den Werner Dam, der har lagt navn til Værnedamsvej, skal have haft sit første gartneri her. Da Vartov rykkede ind i Farvergade, blev området kirkegård for denne stiftelse, og fungerede som sådan indtil 1760. Det blev senere en del af stadens halmtorv og danner nu den del af Rådhuspladsen, hvor søjlen med lurblæserne står.
Københavns Rådhus er på 200 år flyttet fra den ene ende af Lavendelstræde til den anden.

## Tidligere beboere
- Nr. 1 af 1806

1812 – 1820: Constanze Mozart

Diplomaten Georg Nicolaus Nissen købte sammen med sin kone Constanze, enke efter komponisten Wolfgang Amadeus Mozart, Lavendelstræde 1 og indrettede sig i hjørnelejligheden på 1. sal. De blev gift i 1809 i Wien, og Georg Nissen skrev verdens første biografi om sin kones berømte afdøde mand. Dog døde Nissen før manuskriptet var færdigt, men Constanze sørgede for at få det afsluttet, trykt og udgivet i 1829.
- Nr. 4 af 1799

1873: Betty Nansen

I denne ejendom blev Betty Nansen født i 1873. Hun debuterede i stykket "Dora" i 1893 og åbnede sit eget teater, Betty Nansen Teatret, i krigsåret 1917, hvor hun virkede som både skuespiller, instruktør og teaterdirektør frem til sin død i 1943.